# カレーパン
カレーパンは、カレーを具（フィリング）とする調理パン（惣菜パン）である。パン生地でカレーを包み、パン粉をつけて油で揚げたものが一般的だが、油で揚げずに焼いた「焼きカレーパン」も増えてきている。油で揚げたものはカレードーナツとも呼ばれる。昭和初期に考案された日本生まれの西洋料理（洋食）の一つであるが、カレーとパンなどを組み合わせた料理は世界各地でも見られる。
惣菜パンの元祖であり、各種の惣菜パンが考案されるきっかけになったとされている。さまざまなパン屋が工夫を凝らしたカレーパンで人気を競っており、惣菜パンの定番の一つとなっている。

## 特徴

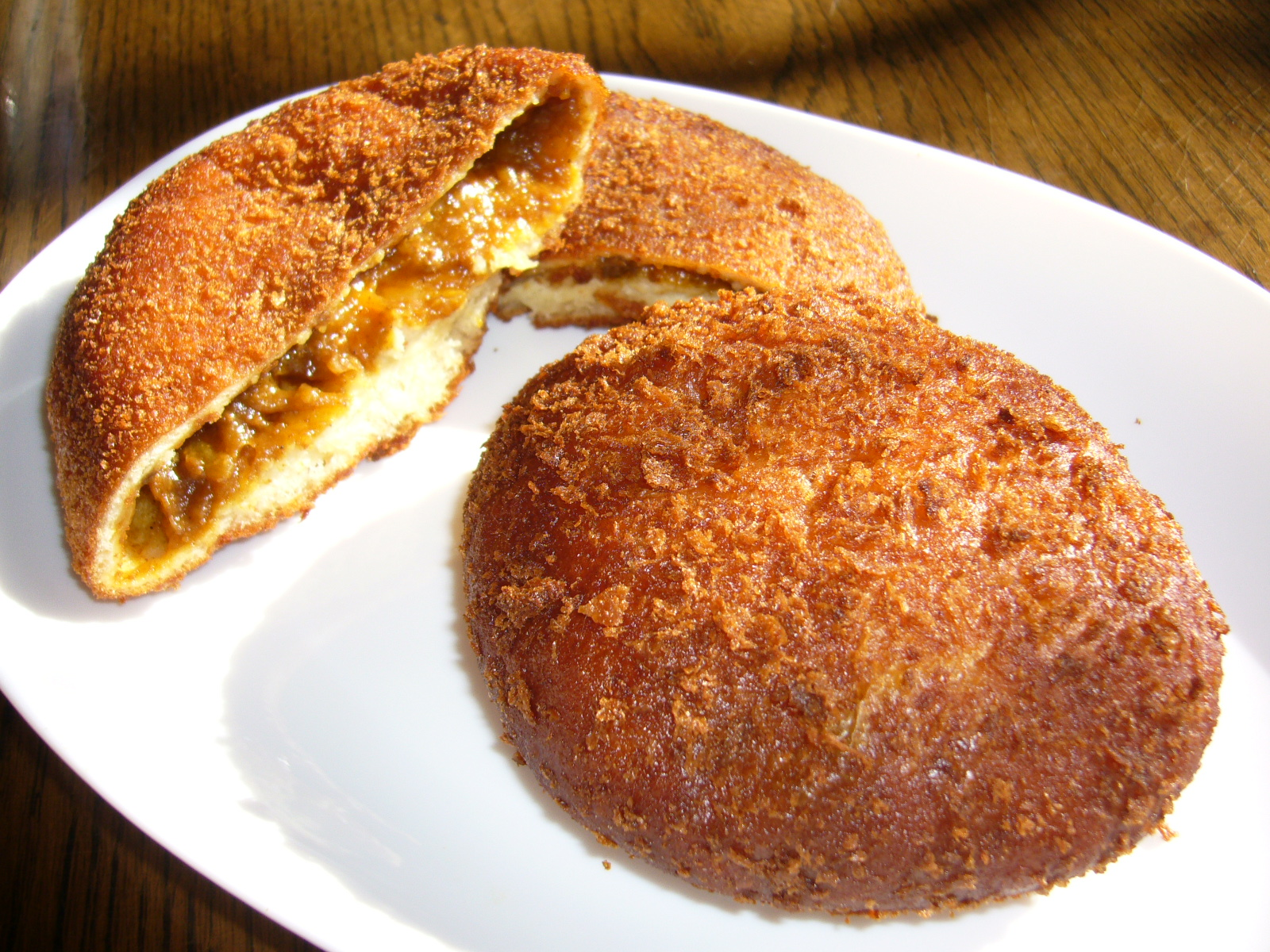
揚げられたままの状態と断面

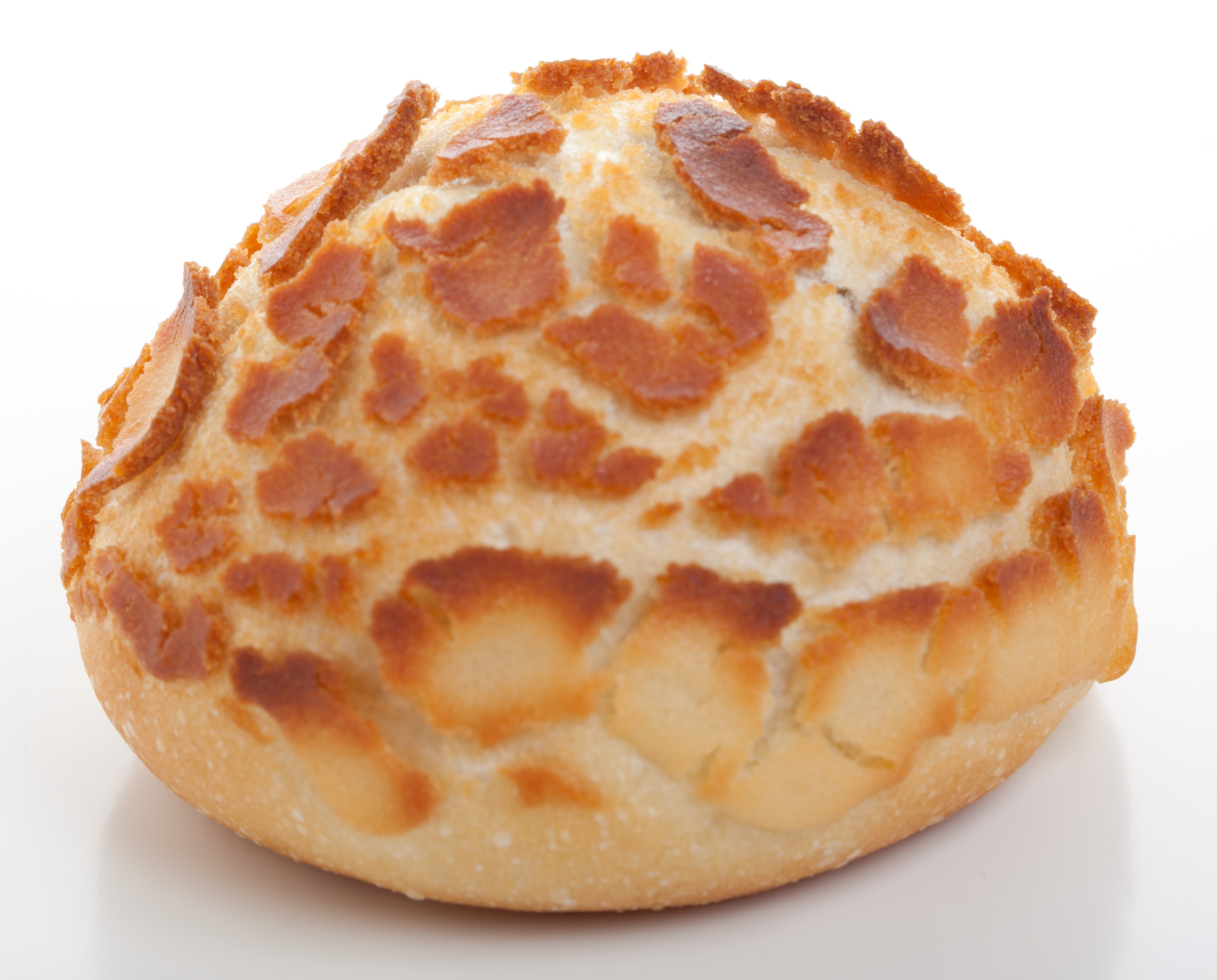
焼きカレーパン

カレーとカツレツをヒントに考案されたとされる。カレーパンが誕生した昭和初期は、明治維新以降西洋の技術や文化を積極的に取り入れる中で日本に伝来した西洋料理が日本風にアレンジされて洋食として定着した時期に当たり、カレーパンもこうした流れの中で誕生したものである。パンにカレーを入れるという斬新な発想は、他国から受容した食材を独自にうまく組み合わせた、日本ならではの料理と評価されている。
厚い小判形あるいは潰したフットボールのような形が基本。油で揚げたものが多く、表面のサクッとした食感とスパイシーな香りとコクが特徴である。カレーフィリングは、カレーライスのカレーより固めのものを使うのが一般的で、店によって辛さが異なったり、キーマカレーやビーフカレーを用いたり、ゆで卵を入れたりするなど、多様なバリエーションがある。
テイクアウトもでき持ち運びも容易なカレーパンは、昼食やおやつに適しており、カレーを応用したさまざまな料理の中で最も親しまれているとされる。辛口のカレーパンは、ビールにも合う。他の惣菜パンと比べて日持ちすることからスーパーマーケットやコンビニエンスストアでも人気となっている。

## 歴史

### 背景
発酵させた生地を焼く西洋風のパンは、戦国時代にポルトガル人によってもたらされ、キリスト教とともに普及していった。しかし、江戸幕府による禁教・鎖国政策によってパン食も禁じられ、忘れ去られていった。西洋風のパンは、江戸時代後期に携帯用の兵糧として注目された後、明治時代に入って一般に広まるようになる。1860年（万延元年）に横浜で内海兵吉がのちに「冨田屋」となるパン屋を開業。東京では1868年（明治元年）に銀座「風月堂」がパンづくりを始め、翌1869年（明治2年）に木村安兵衛が「文英堂」（現「木村屋總本店」）を開業した。
日本でパンは独自の進化を遂げた。1874年（明治7年）、「木村屋」は日本酒の酒種で生地を発酵させあんを包んで焼く「酒種あんぱん」を考案。明治天皇に献上する機会に恵まれ、チンドン屋を使った宣伝も奏功して人気となった。西洋のパンと日本のあんを組み合わせたあんパンは注目を集め、その後のさまざまな日本独自のパンの発明につながっていった。1900年（明治33年）には「木村屋」の木村儀四郎によってジャムパンが、1904年（明治37年）には新宿「中村屋」の相馬愛蔵によってクリームパンが考案されている。こうしてパンは広く日本人の生活に浸透していった。
一方、カレーが日本にもたらされたのも、江戸時代末期に鎖国が解かれて以降である。イギリスを通じて持ち込まれたカレーは、サラサラとしたインドのカレーとは異なり、ルーに小麦粉でとろみが付けられたものであった。カレーは、日本人になじみの深い米とともに食する西洋料理として受け入れられ、日本軍が、体格向上のために肉食を奨励し、肉と野菜と米を一度に取れ安上がりで食べ応えもあるメニューとして取り入れ、兵役を終えた兵士がそれぞれの故郷の家庭に伝えたことで全国に広まった。また、大正末期から昭和初期にかけては、新宿「中村屋」や銀座「資生堂パーラー」といった高級洋食店でも人気のメニューとなった。こうして日本に定着して人気となったカレーは、次第に、ニンジンやジャガイモ、タマネギなどの具材を煮込んだ日本独自のカレーとして、インドのものともイギリスのものとも異なるカレーへと進化した。カレーは、西洋料理が米飯に合う形にアレンジされた洋食として世の中に広まっていった洋食ブームの中で、コロッケ、カツレツと並ぶ三大洋食ともてはやされていった。

### 誕生

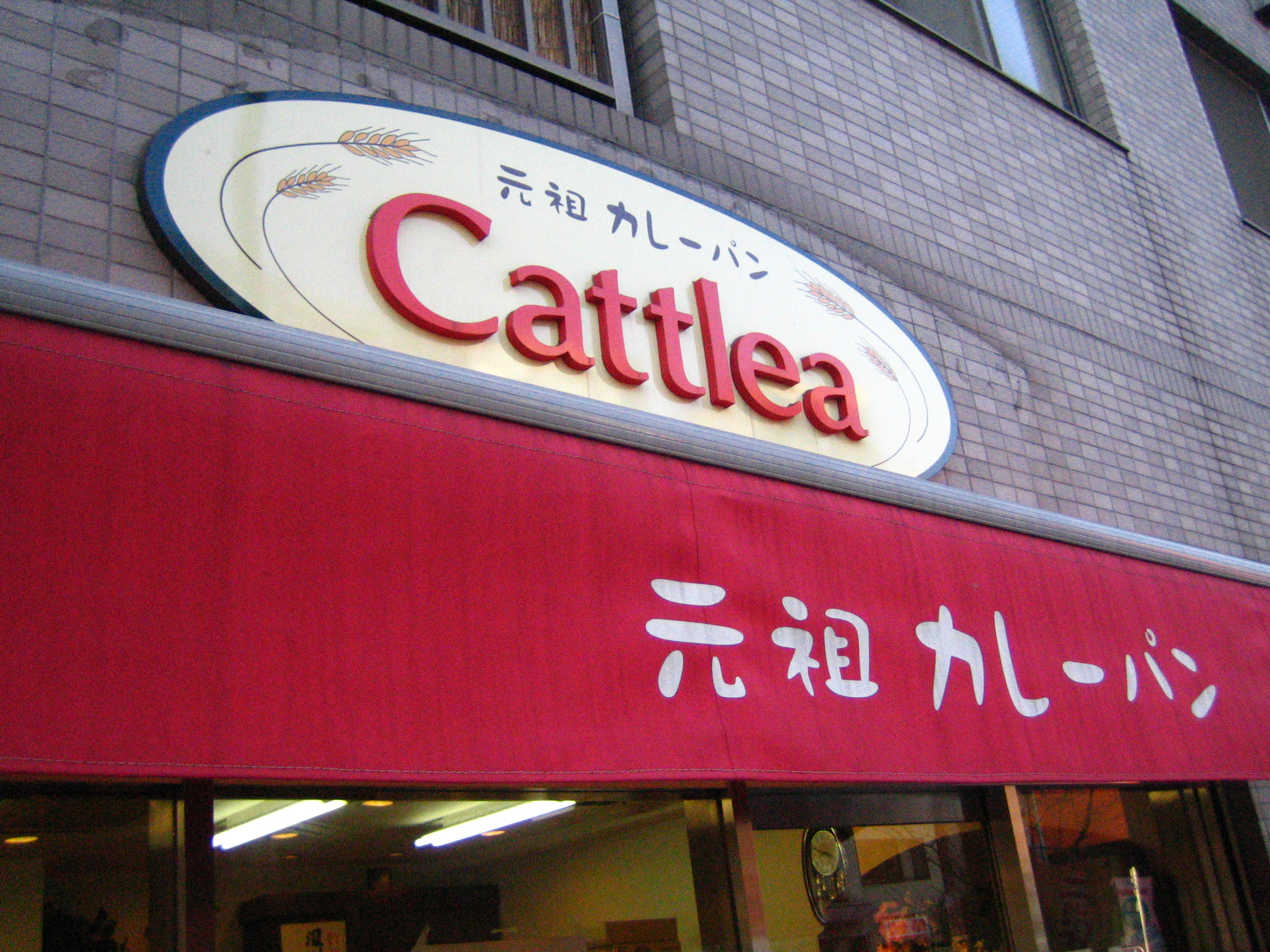
カレーパン発祥の店とされる「名花堂」（現「カトレア」）

カレーパンの考案は昭和初期の東京とされているが、詳しい起源については諸説あり、発案者は不明とされることもある。
一説では、深川常盤町の「名花堂」が発売した「洋食パン」が起源とされる。1877年（明治10年）に創業した同店は、東京でも五指に入る老舗パン屋として業界で知らない者はいない店であったが、1923年（大正12年）の関東大震災で店舗が全焼。2代目の中田豊治は、店の立て直しのための新しいメニューの開発を模索した。中田は、当時ブームとなっていたカレーをパンに使ってみようと考えたものの、水分が多く焼きにくかったため、カツレツを参考に、カレーをパン生地で包みパン粉を付けて油で揚げる調理法とした。形が小判形であるのもこれに由来している。1927年（昭和2年）に「洋食パン」と名付けて売り出すとともに、同年1月に実用新案を申請し、同年7月に「実用新案出願公示第7824号」として登録された。当時の深川周辺は工場が立ち並んでおり、片手で手軽に食べられ、ボリュームがあって腹持ちの良い「洋食パン」は、工員たちに歓迎されて大ヒットとなった。いつしか「洋食パン」は、誰からともなく「カレーパン」と呼ばれるようになった。「名花堂」は、太平洋戦争後に江東区森下に移転し、店名も「カトレア」に改めているが、辛口と甘口の「元祖カレーパン」は2022年（令和4年）現在でも看板メニューであり、店内には「洋食パン」の実用新案認定書が掲げられている。
これとは別に、東京都練馬区にある「デンマークブロート」（現「デンマークベーカリー」）もカレーパン発祥の店と主張している。1934年（昭和9年）創業の同店は、創業者がカレーサンドを発売し、後に油で揚げることを思いついたとしている。2022年（令和4年）現在、同店では、ゆで卵を入れた「ゆで卵カレーパン」が人気となっている。
また、新宿「中村屋」が発祥であるとする説もある。1901年（明治34年）に本郷の東大赤門前で創業した同店は、クリームパンのヒットで新宿に進出し、1927年（昭和2年）に純インド式カリーなどの販売を始めていたが、1940年（昭和15年）、戦争によって十分な原材料を確保できなくなったため、カリーを少しでも多くの人に味わってもらえるようにと考えて、パンの中に少しずつ入れて提供することを思いついたとされる。ただし、新宿「中村屋」自身は、当時の従業員から聞いた話として、1933年（昭和8年）に他店が販売していたカレーパンを従業員で食してみたところ美味であったため、社長の相馬愛蔵・黒光夫妻に報告して「カリーパン」として作り始めたとしている。
このほか、パンでカレーを包むという発想の原点を、ロシア料理のピロシキに求める説がある。ピロシキは、生地にさまざまな具を詰めたパイの一種であり、ロシアでは一般的にオーブンで焼いて調理する。一方、日本では、パン粉をつけて油で揚げる独自のピロシキが普及しており、ピロシキの具としてカレーを用いることでカレーパンが誕生したとされることがある。

### 普及と展開

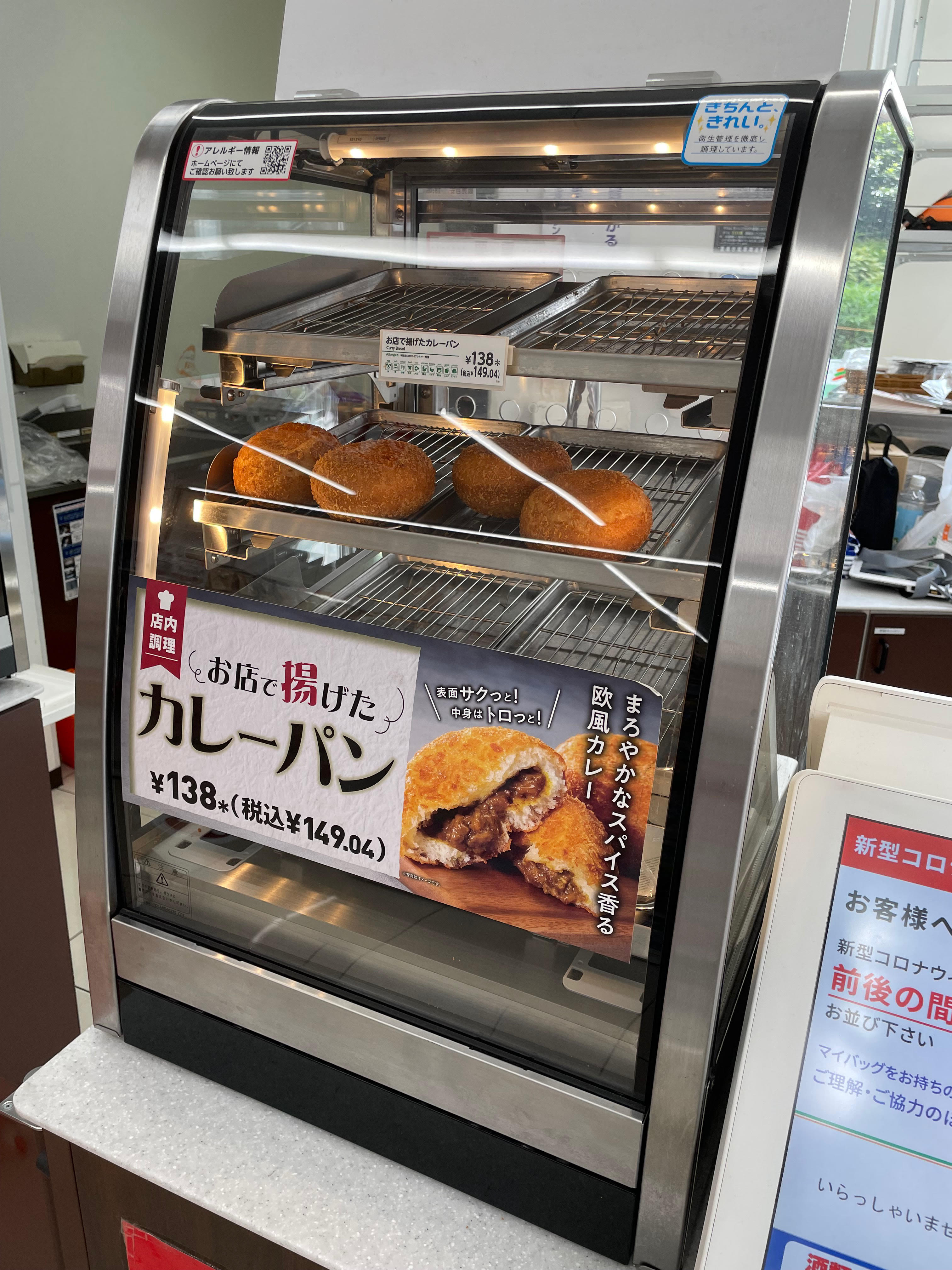
日本のコンビニエンスストアで販売されているカレーパン

カレーパンの登場は、それまでのパンの常識を覆した。カレーをパンに入れるという斬新なアイデアと、パンを油で揚げるという調理法のハイカラさが受けて、カレーパンは瞬く間に人気商品となり、多くのパン屋が同様のパンを開発して全国に浸透していった。それぞれのパン屋では、キーマカレーやビーフカレー、ドライカレー、多種のスパイスを用いた本格的なカレーをフィリングとしたものや、ゆで卵を入れたもの、あるいは、世の中の健康志向を受けて油で揚げずに焼いた「焼きカレーパン」など、工夫を凝らした様々なカレーパンが創作されている。
カレーパンの成功を受けて様々な惣菜パンが考案された。カレーパンと同時期にコロッケパンが生まれ、1950年代には焼きそばパンが売り出されているが、本格的に惣菜パンが広がるのは昭和30年代以降である。当時の日本では「主食は米」という意識がまだまだ根強く、戦後の食糧難の時期にパン食が普及したものの米の代用としての域を出ず、1955年（昭和30年）の米の大豊作を受けてパンの需要は減少した。これに対して需要喚起のため、また利幅が大きかったこともあって、パン業界は惣菜パンに力を入れるようになり、以前からあったカレーパンやコロッケパン、焼きそばパンに加えて、コーンやツナマヨネーズを使ったパンなども定番となった。惣菜パンは、マヨネーズやソースがパンのパサパサ感を緩和し、カロリーがあって腹持ちが良く、安価で手軽に食べられることから、消費者に受け入れられて急速に普及した。その後パンの生産高が伸び悩む中でも、惣菜パンを含む「その他のパン」が食パンに替わって消費を伸ばし、特に1982年（昭和57年）から1984年（昭和59年）にかけては毎年10％以上の伸長を記録している。
2002年（平成14年）頃からは、カレーパン専門店が増えた。これら専門店では、原材料にコストを掛けつつも、人件費やテナント料を抑えて、100円前後でこだわりのカレーパンを提供しているところが多い。2016年（平成28年）からは日本カレーパン協会によって「カレーパングランプリ」が開催されている。ネット投票によって、東日本・西日本それぞれの揚げカレーパン、焼きカレーパンなどの分野ごとに金賞・最高金賞を選出しており、2022年（令和4年）には10万を超える投票があった。2021年（令和3年）6月にはセブン-イレブンが店内で揚げた揚げたてのカレーパンを「お店で揚げたカレーパン」として発売した。セブン-イレブンによれば幅広い層に好評だといい、SNSなどでもその美味しさが話題を集めた。ファミリーマートやローソンも、カレーパンのリニューアルや新商品の開発に力を入れている。また、山崎製パンは、カレーパンをはじめとする惣菜パンや菓子パンの製造販売をアジア各地で展開し、成功を収めている。
カレーパンは、カレーパン以降生まれたさまざまな惣菜パンの中でも人気のパンであり、その人気は21世紀に入っても衰えていない。1990年（平成2年）に首都圏在住の高校生から社会人までの女性96人を対象としたモニター調査では、最も好きな調理パンとして、「アップルパイ」「ウインナー入り」「チーズ入り」「ツナ入り」などを引き離して、「マヨネーズコーン」と「カレーパン」が上位を占めた。また、2022年のインターネット調査（回答数10,099件）では、「好きな惣菜パン・菓子パン」（複数回答可）としてカレーパンを挙げた人は、パンを食べる人の46.0%に上り、サンドイッチに次ぐ2番目の多さであった。

## 調理法
パン生地は食パンやバターロールと同じような生地を用いるが、カレーを包むことから通常より固めの生地とする。カレーフィリングもつなぎを多めにして汁気の少ないものを用い、生地に包んでしっかりと閉じる。カレーフィリングが多すぎるとバランスが悪くなるため、生地に対して最大7割程度の量が適当である。
カレーが水分を多く含み窯で焼くには技術を要するため、揚げることが多い。フライと同じようにパン粉を付けて油で揚げる。上下の生地の厚さが均等になるのが良いとされ、生地がゆるんでから揚げると形よく仕上がる。揚げると生地が急激に膨張するため、カレーフィリングと生地の間には空洞が生じることになる。
通常のパンとは違う材料の仕入れが必要となり、しかも長時間コンロを占領することになるため、パン屋にとってカレーフィリングの自家製は容易ではない。そのため、カレーパンに自家製のカレーフィリングを用いている店はそれほど多くはない。
揚げたてのうちに食するのが最も美味であるが、冷めた場合は、電子レンジで30秒前後温めた後、オーブントースターで表面がカリッとするまで焼くと良い。

## 栄養素
日本食品標準成分表2020年版（八訂）によれば、皮と具を合わせたカレーパンの100グラムあたりの栄養成分は、エネルギー302キロカロリー、タンパク質6.6グラム、脂質18.3グラム、炭水化物32.3グラムなどとなっている。炭水化物（糖質）を含むパン生地やパン粉が使われており、油で揚げているためカロリーは高めである。一方、カレーに肉や野菜などを含むため、様々な栄養素が含まれている。サラダなど野菜とともに食べるとバランスが良くなり、カロリーや糖質が気になる場合は、朝食にしたり温かいものと食べたりすると良いとされる。また、焼きカレーパンであれば摂取カロリーを抑えることができるほか、低糖質のカレーパンも市販されている。

## 類似料理
カレーパンは日本で生まれた惣菜パンであるが、カレーとパンを組み合わせた料理は世界各地に存在する。地球の歩き方編集室 (2022)では、「スパイスの効いた具材を生地に挟んだり包んだりして食べる世界のスナック」を「世界のカレーパン」として特集している。ここでは、同書に「世界のカレーパン」として掲載された料理を地域別に概観する。

### アジア

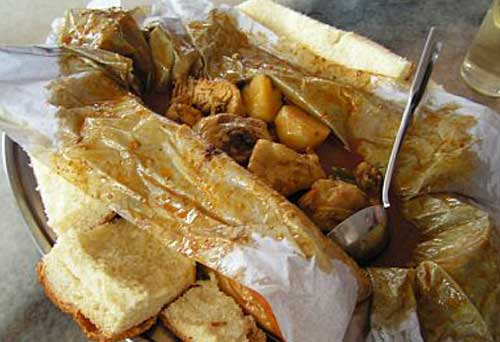
カリー・チキン・バン

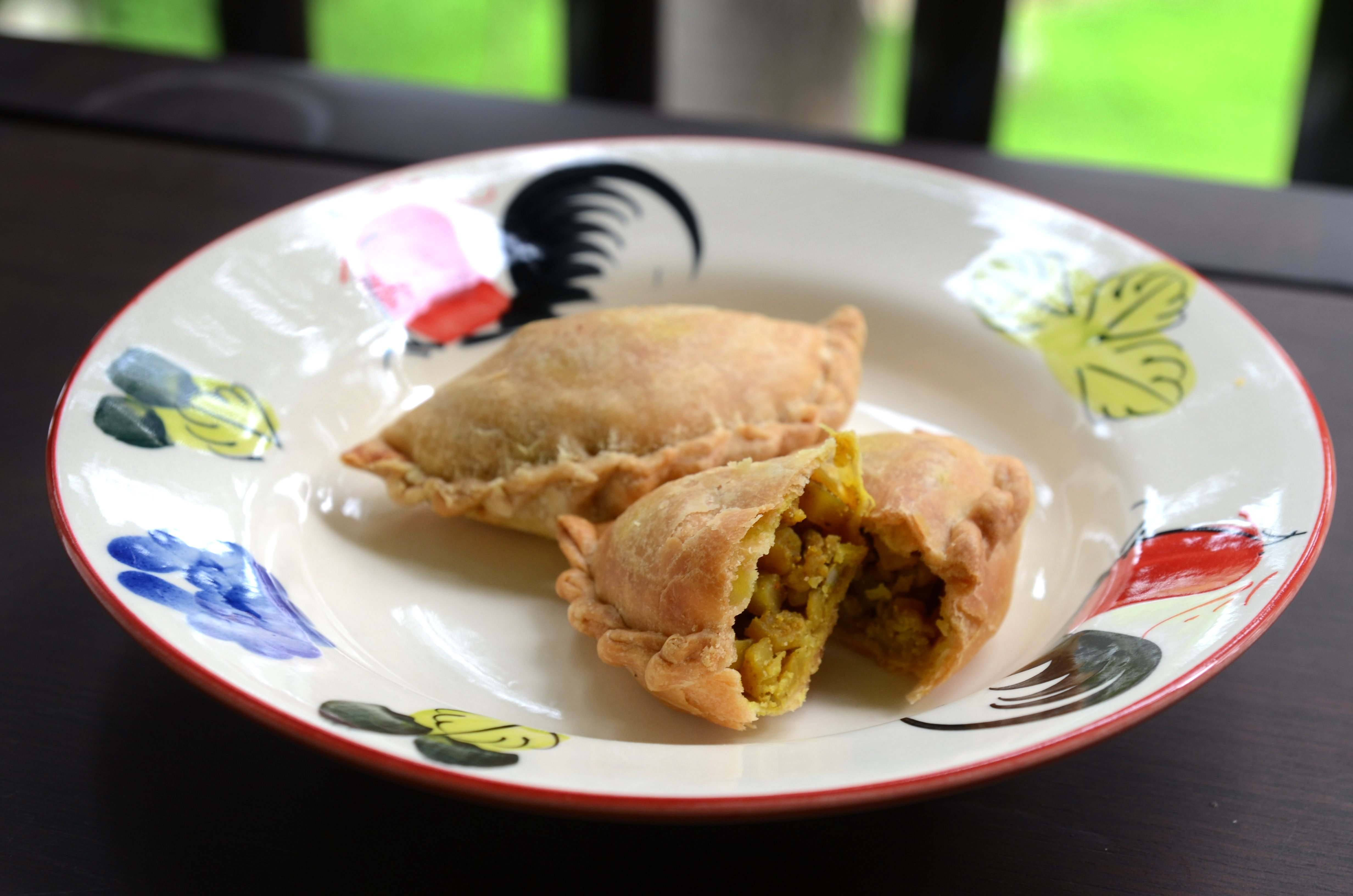
カリー・パフ

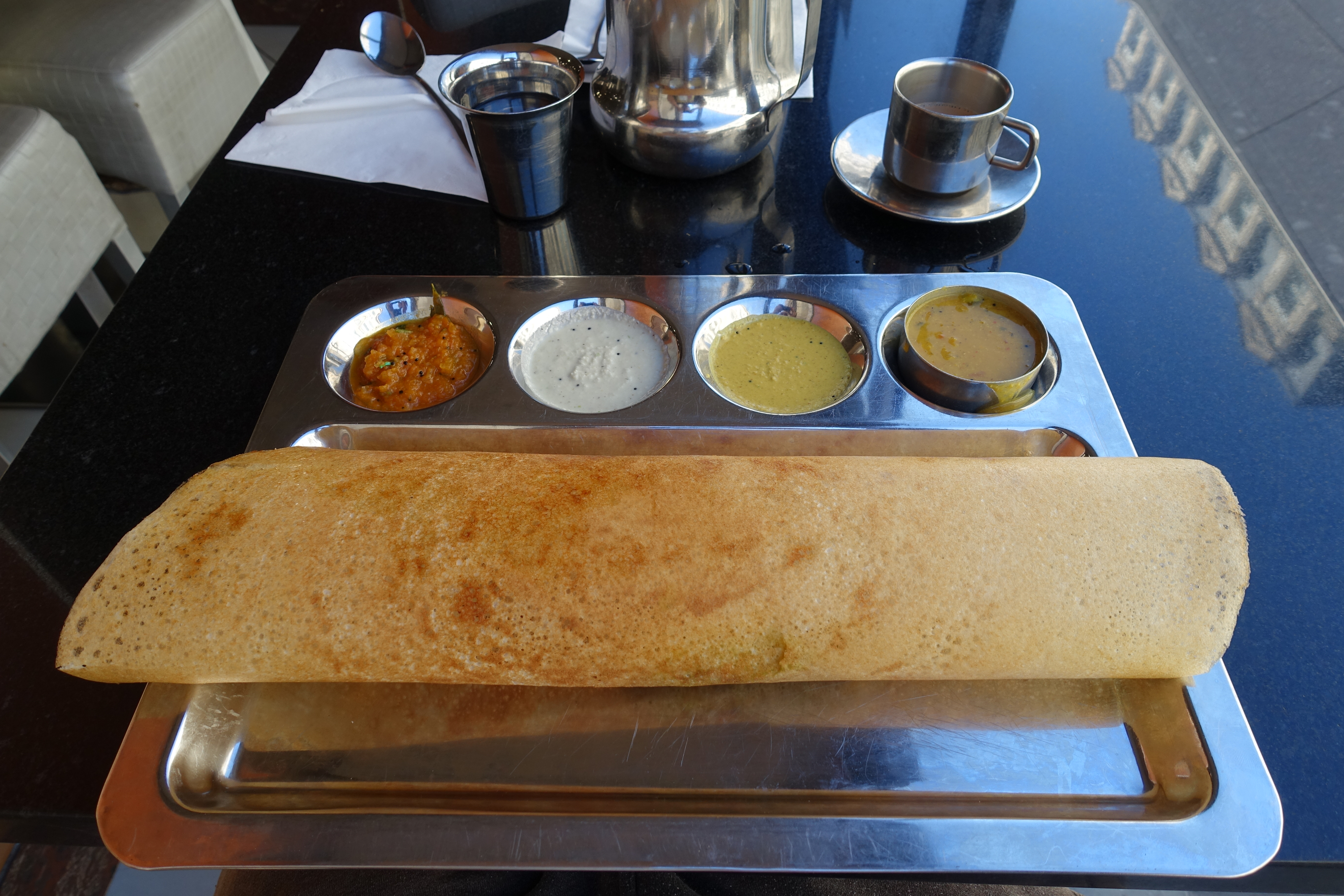
マサーラー・ドーサ

カリー・チキン・バン (Curry Chicken Bun)
チキンカレーを紙で包み、さらにパン生地で包んで焼き上げたもの。マレーシアのペラ州カンパーの名物料理として知られる。パンをちぎって、中のカレーにつけながら食べる。
カリー・パフ (Curry Puff)
カレー風味のフィリングを入れて半月形にしたもの。インドネシア、マレーシア、シンガポール、タイなど東南アジアや、マカオで食されている。皮の食感やフィリングは多様で、東南アジア一帯で人気のおやつとなっている。インドのサモサやイギリスのコーニッシュ・パスティの影響を受けているとされる。
サモサ (Samosa) ・サンブーセック (Sambousek)
カレー風味のフィリングをパン生地で包んで油で揚げたもの。イラン高原が発祥とされ、中東や南アジアで良く食べられている。南アジアでは「サモサ」と呼び、ジャガイモや豆などの野菜を用いて三角形に成形する。中東では「サンブーセック」と呼び、ひき肉などを用いて三日月形とする。レユニオンでは「サムサ」と呼び、エビやカニ、野菜、チーズなどをフィリングに用いたりするほか、甘いデザート用のものもある。南米・スリナムにもインド人によって持ち込まれ、定着している。
チャイニーズ・ロール (Chinese Rolls)
カレー風味の野菜や魚、卵などを具とする、スリランカのスナック「ショートイーツ」の一種。日本のカレーパンによく似ており、日錫貿易に長年携わる日本人実業家が自分で持ち込んだと語っているという話もあるが、真偽は定かではない。
ビスキーミヤ (Bis Keemiya)
モルディブで、紅茶と食するスナック「ヘディカ」の一種。カツオを用いる。「モルディブのサモサ」とも言われる。
マサーラー・ドーサ (Masala Dosa)
ジャガイモのカレーを包んだ薄焼きパン。インドで朝食の定番となっている。ココナッツチャツネやサーンバールが添えられることが多い。マレーシアでは「マサラ・トーセイ」 (Masala Thosai) と呼ばれる。
ムルタバ (Murtabaq) ・ムタバック (Mutabbak)
スパイスの効いたひき肉を生地で包み、折りたたんで焼いたもの。サウジアラビアやイエメンで「ムタバック」と呼ばれるものが、インド経由で東南アジアに伝わり「ムルタバ」と呼ばれている。肉は、鶏肉・牛肉・羊肉など。マレーシアでは食べる時にカレーソースをかける。

### アフリカ

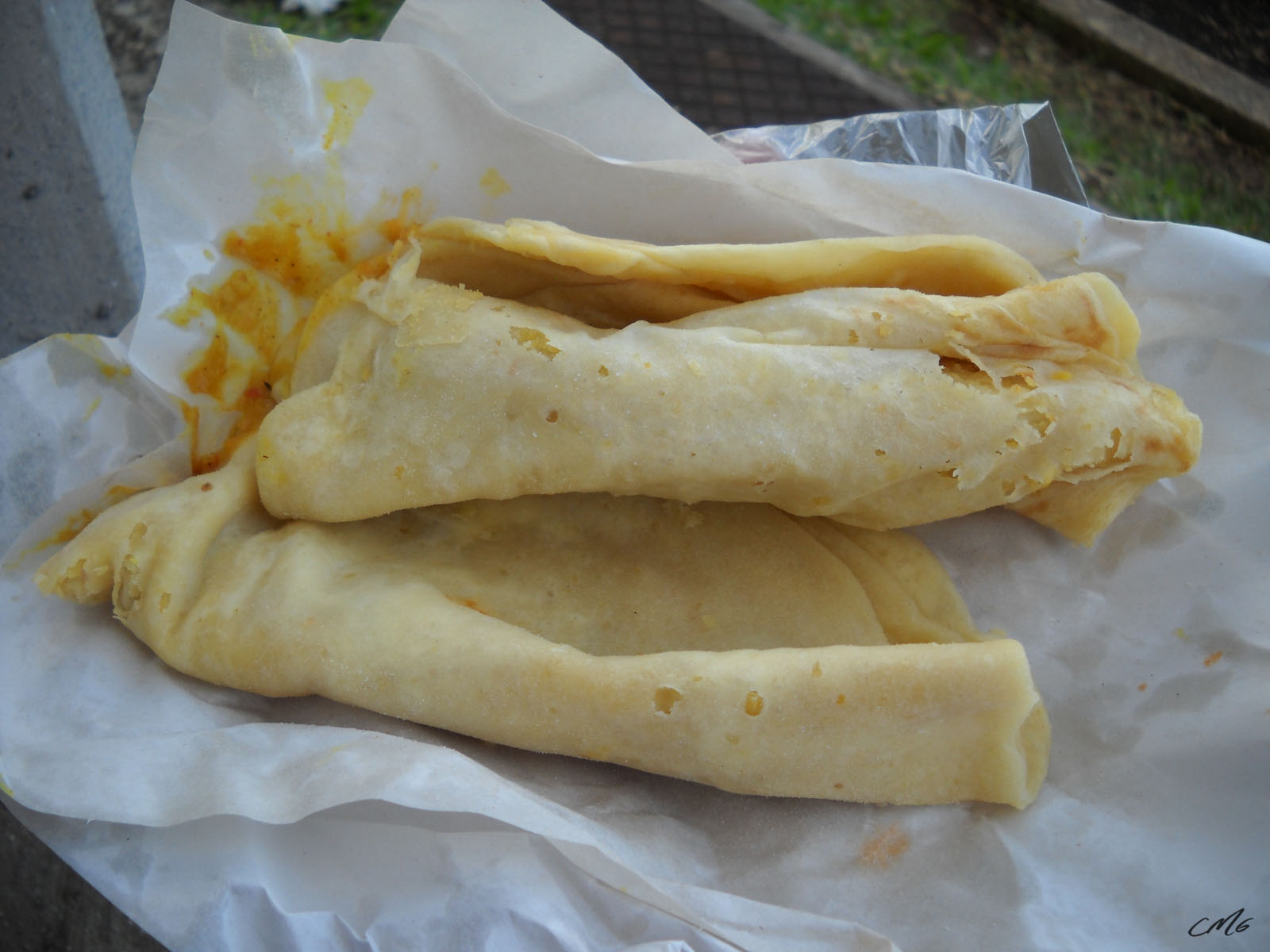
ドール・プリー

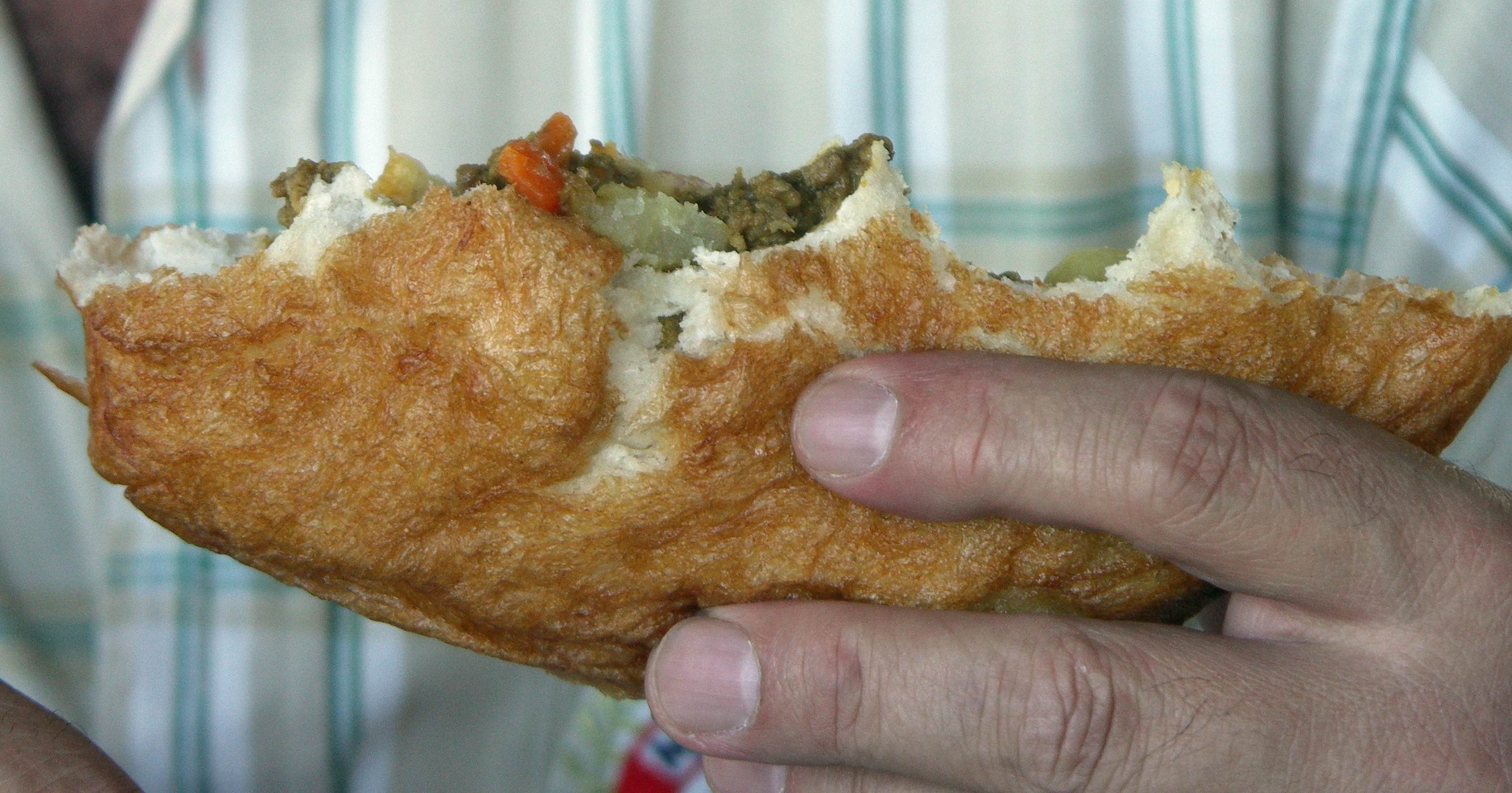
フェトクック

ドール・プリー (Dholl Puri)
キマメの生地にカレー風味の豆やチャツネを載せて丸めて食べるもの。粉っぽい食感。インド系の住民がモーリシャスで広めたとされ、ストリートフードとして人気となっている。
ナイジェリアン・スプリング・ロール (Nigerian Spring Rolls)
スパイスを効かせたひき肉などを具にして揚げたもの。ナイジェリアで結婚式などのイベントの際に前菜として提供される。
バニーチャウ (Bunny Chow)
食パンの中身をくり抜き、マトンやチキンのカレーを入れたもの。パンをちぎってカレーに付けながら食べる。南アフリカで食されている。起源については、奴隷として連れて来られたインド人が食器の使用を禁じられていたためパンに詰めた、あるいは、アパルトヘイトの時代にインド人の店に入店を禁じられた黒人に店の裏口から渡すために食器の不要な方法として考案されたなど、複数の説がある。
フェトクック (Vetkoek)
油で揚げたパンを2つに切り、間にひき肉のカレー炒めを挟んだハンバーガーに似た料理。南アフリカからナミビア、ボツワナで一般的に食されている。

### ヨーロッパ
パン・オ・キュルキュマ (Pain au Curcuma)
ターメリックを練り込んだフランスパン。ナッツ類を入れることもある。

### 南北アメリカ

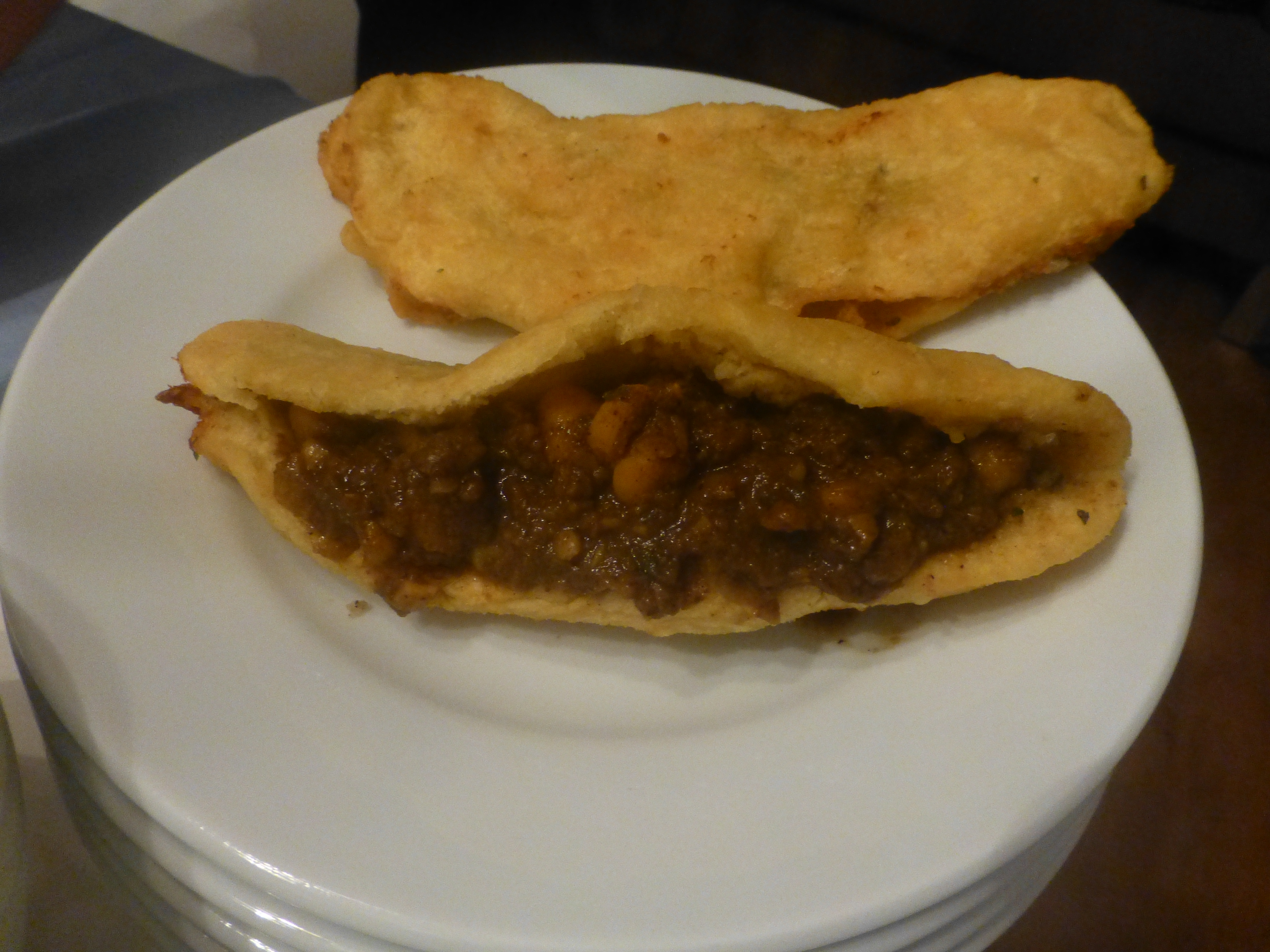
アルー・パイ

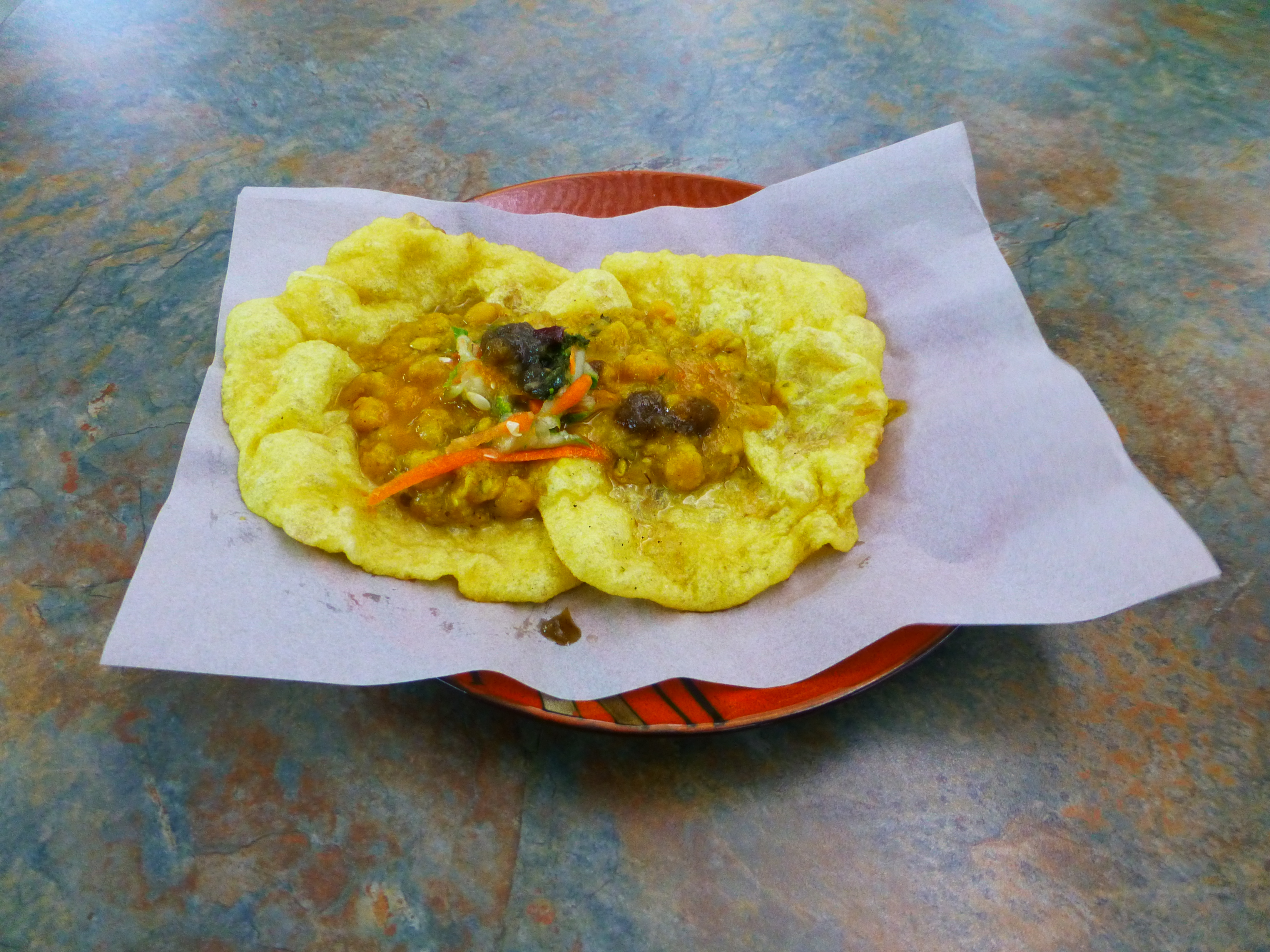
ダブルス

アルー・パイ (Aloo Pie)
スパイスを効かせたジャガイモのフィリングを生地で包んで揚げたもの。トリニダード・トバゴの定番のストリートフードである。
エンパナーダ (Empanada)
発祥はイベリア半島だが、南米のものが有名。スパイスの効いたひき肉などを具材としたもの。
ダブルス (Doubles)
ターメリックの入った生地を揚げた「バラ」と呼ばれる2枚のパンに、カレー風味のヒヨコ豆をのせ、好みのソースをかけて食べるもの。これもトリニダード・トバゴで定番のストリートフードで、国民食と言えるほどの人気を博している。

### オセアニア

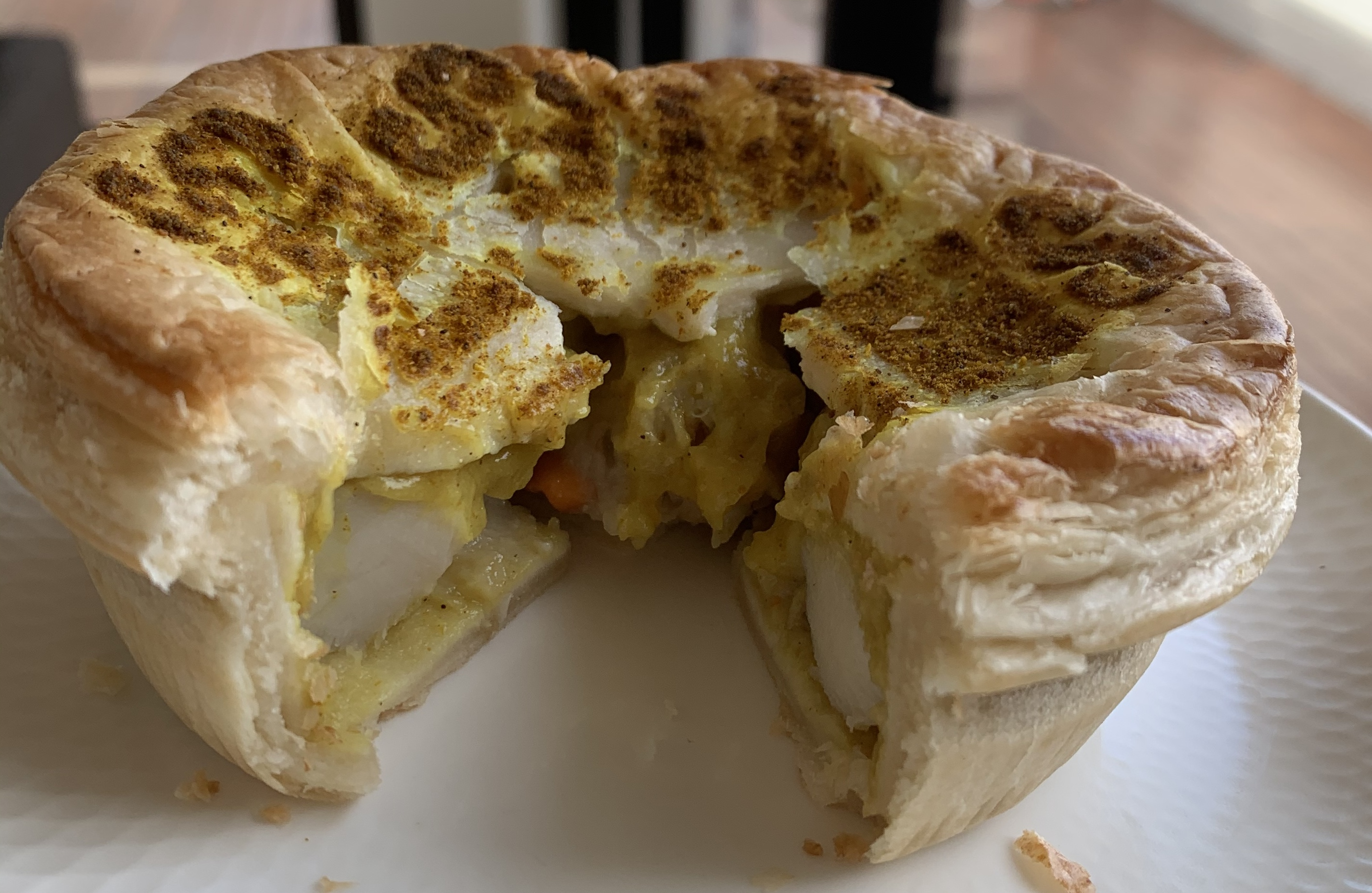
ホタテパイ

ホタテパイ (Scallops Pie)
カレー風味のホタテのフィリングをパイ生地に入れて焼いたもの。オーストラリアのタスマニアの名物料理。

## 取り上げた作品
『アンパンマン』（やなせたかし）
ヒーローのひとりとして、頭がカレーパンのカレーパンマンが登場する。「カレーパンチ」「カレーキック」を得意技とするほか、口から熱いカレーを相手に吹き付けて攻撃する。
『天晴れカレーパン』（石坂浩二、1984年）
石坂がパーソナリティを務めていたFM東京のラジオ番組「トヨタ・ミュージック・スコープ」で、「カレーパンを食べビールを飲み新聞を眺めた、このときこそが若い日々での至福のひとときだ」と話したことをきっかけにリスナーから寄せられた、カレーパンに関する大量の手紙を基に書かれた本。番組宛にカレーパンに関する手紙を出すと、石坂がデザインしたカレーパンバッジがもらえた。